# 조문홰
조문홰(趙文翽, ? ~ 695년)은 당나라 관리이다. 영주도독(營州都督)이 된 후, 폭정을 일삼다가 이진충(李盡忠)과 손만영(孫萬榮)에게 피살당한다.

## 조문홰가 등장한 작품
- 《대조영》(KBS, 2006년~2007년, 배우 : 최동준)